# Edeltraud Willjung
Edeltraud Willjung, geborene Uitz (* 1967 in Timișoara), ist eine rumänisch-deutsche Malerin und Autorin.

## Leben
Willjung besuchte das Industrielyzeum Nr.2 in ihrer Geburtsstadt, wo sie 1986 das Baccalauréat im Fachbereich Elektrotechnik ablegte. Zwei Jahre später zog sie nach Deutschland, wo sie an der Hochschule Reutlingen von 1989 bis 1994 ein Studium für Fertigungswirtschaft absolvierte, das sie mit der Diplomierung als Betriebswirtin abschloss. Seit 1992 ist Willjung als Autodidaktin künstlerisch tätig, hat einige Rezeptbücher mit Backrezepten veröffentlicht und ist als Moderatorin bei Symposien tätig. 2012 übernahm sie die Leitung der Volkshochschule in Eningen unter Achalm.

## Ausstellungen (Auswahl)
- 2011: Galerie GUTEKUNST, Reutlingen
- 2012: Kunst 2012 / Poesie, Kulturhalle Tübingen
- 2012: Einzugsgebiete – Reutlinger Künstler, Städtische Galerie Reutlingen und Kunstverein Reutlingen
- 2013: Europäische Aussichten, Galerie im Turm, VHS Reutlingen
- 2014: Welches Bild passt über mein Sofa?, Müller Galerie, Reutlingen
- 2015: Heimspiel, Städtische Galerie Reutlingen
- 2018: Dinner for One or Dinner for All?, Reading / Pennsylvania im GoggleWorks, Center for the Arts[3]

## Seminare und Symposien
- 2013:	International Art Symposium of Budapest Highland
- 2013: Staatliches Seminar für Didaktik, Nürtingen: „Bitte Lächeln!“

## Veröffentlichungen (Auswahl an Kunstbackbüchern)
- „Backen und Kunst – Raffiniertes Kleingebäck“, Verlag Oertel & Spörer; ISBN 978-3886279340
- „Desserts – Die pure Lust am Süßen“, Verlag Oertel & Spörer; ISBN 9783886273621